# Shadrack Kipchirchir
Shadrack Kipchirchir (22 februari 1989, Eldoret, Kenia) is een VS-Amerikaanse atleet die gespecialiseerd is in de 10.000 meter. Hij is viervoudig Amerikaans kampioen op de weg, op afstanden van 5km tot 10 Engelse mijl, en tweevoudig Amerikaans kampioen in het veldlopen. In 2016 deed hij mee aan de Olympische Zomerpelen in Rio de Janeiro en werd hij 19e op de 10.000 meter.

## Titels
- Amerikaans kampioen 5 km – 2017
- Amerikaans kampioen 15 km – 2019
- Amerikaans kampioen 10 EM – 2017, 2018
- Amerikaans veldloopkampioen – 2019, 2022

## Persoonlijke Records
Baan
| Onderdeel      | Prestatie | Datum           | Plaats |
| -------------- | --------- | --------------- | ------ |
| 2 Engelse mijl | 8.28,38   | 25 mei 2018     | Eugene |
| 10.000 meter   | 27.07,55  | 4 augustus 2017 | Londen |

Weg
| Onderdeel      | Prestatie | Datum            | Plaats       |
| -------------- | --------- | ---------------- | ------------ |
| 5 km           | 13.36     | 24 november 2016 | San José     |
| 10 km          | 28.12     | 2 april 2017     | Charleston   |
| 15 km          | 43.23     | 11 maart 2017    | Jacksonville |
| 10 EM          | 46.32     | 7 oktober 2018   | St. Paul     |
| 20 km          | 59.18     | 5 september 2022 | New Haven    |
| halve marathon | 1:01.16   | 20 maart 2022    | New York     |
| marathon       | 2:13.02   | 15 oktober 2023  | Amsterdam    |

Indoor
| Onderdeel | Prestatie | Datum            | Plaats      |
| --------- | --------- | ---------------- | ----------- |
| 1500 m    | 3.43,31   | 18 februari 2018 | Albuquerque |
| 1 EM      | 3.55,52   | 27 januari 2018  | Boston      |
| 3000 m    | 7.42,71   | 27 januari 2018  | Boston      |
| 5000 m    | 13.08,25  | 28 februari 2020 | Boston      |